# (21530) Despiau
(21530) Despiau est un astéroïde de la ceinture principale.

## Description
(21530) Despiau est un astéroïde de la ceinture principale. Il fut découvert le 26 juin 1998 à la station Anderson Mesa par le programme LONEOS. Il présente une orbite caractérisée par un demi-grand axe de 2,73 UA, une excentricité de 0,06 et une inclinaison de 10,8° par rapport à l'écliptique.

## Compléments